# Vocanta
Vocanta ist ein gemischter Chor aus Erlangen. Er wird seit seiner Gründung von Joachim Adamczewski geleitet.

## Geschichte
Vocanta wurde im Jahr 1985 unter dem Namen „Grillensingtett“ gegründet. Seit 1990 werden mehrmals im Jahr geistliche und weltliche Konzerte aufgeführt. 1994 folgte eine Umbenennung in den „Kammerchor Erlanger Grillen“, 2008 eine weitere in Vocanta. Bei drei Konzertreisen in die Erlanger Partnerstadt Wladimir in den Jahren 2007, 2012 und 2018 hatte der Chor unter anderem auch die Gelegenheit, Konzerte in der Rüstkammer des Moskauer Kremls zu geben. 2025 feierte Vocanta sein Jubiläum des vierzigjährigen Bestehens.
Neben Konzertreisen präsentiert sich Vocanta vor allem im fränkischen Raum mit Konzerten, so entstehen auch regelmäßig Rundfunk- und CD-Produktionen. Das Ensemble umfasst gegenwärtig etwa 50 Mitglieder und führt vor allem A-cappella-Musik auf.

## Auszeichnungen
- 2007: Förderpreis der Kulturstiftung Erlangen[1]
- 2016: Kulturpreis der Stadt Erlangen[3]